# Elegy (журнал)
Elegy —  французский журнал, посвящённый альтернативной музыке и культуре, выходивший с 1998 по 2013 годы. Хотя основным направлением журнала являлась готическая культура, помимо неё в журнале обозревалась индастриал-музыка, хэви-метал и другие темы, связанные с тёмной сценой.
В журнале публиковались интервью с музыкантами и рецензии на музыкальные релизы. Номера сопровождались сборником музыкальных композиций на CD. Отличительной особенностью журнала являлся обзор изобразительного искусства и публикация художественных фотографий. 
С 2006 года начала выходить двуязычная версия на испанском и португальском языках.
Журнал прекратил своё существование в 2013 году. Номер за апрель, май и июнь (76) стал последним.